# Adriai tok
Az adriai tok (Acipenser naccarii) a csontos halak (Osteichthyes) főosztályának a sugarasúszójú halak (Actinopterygii) osztályába, ezen belül a tokalakúak (Acipenseriformes) rendjébe és a valódi tokfélék (Acipenseridae) családjába tartozó faj.

## Előfordulása
Az adriai tok elterjedési területe az Adriai-tenger parti vizei, ahonnét ívni a Pó-síkság folyóiba vonul.

## Megjelenése
Az adriai tok testhossza 100-150, legfeljebb körülbelül 200 centiméter. A nagy példányok ma már nagyon ritkák. Felül megcsontosodott orra csak mérsékelten hosszú, alig hosszabb a fej hosszának egyharmadánál. Elöl kerekded vagy tompa kúp alakú. Viszonylag hosszú bajuszszálain nincsenek rojtok, kerekdedek és közelebb helyezkednek el az orr hegyéhez, mint a szájhoz; visszahajtva nem érnek a száj pereméig. A halnak 11-14 hátvértje és 32-42 szorosan egymásra simuló oldalvértje van, ez utóbbiak több mint kétszer olyan magasak, mint szélesek. A hasvértek száma 8-11. Hátoldala tartózkodóhelye szerint lehet sárgás, okker színű, barnás vagy csaknem feketés. Hasoldala, hasonlóan a nagy csontos vértekhez, a sárgástól a piszkosfehérig változik.

## Életmódja
Az ívási időszakban az adriai tok a tengerből felúszik a folyókba. Ezt a halfajt még nem tanulmányozták eléggé, hogy biológiájáról többet tudjanak. A folyóvizek szennyezése és ívóhelyeinek beépítése előtt az adriai tok az Adriába ömlő folyók középső szakaszáig felhatolt, ahol április–májusban a mély, erősen áramló víz alatt a homokos vagy kavicsos fenéken rakta le ikráit. Akkoriban keresett étkezési hal volt. Állománya napjainkban, a többi tokféléhez hasonlóan, súlyosan veszélyeztetett.

## Képek

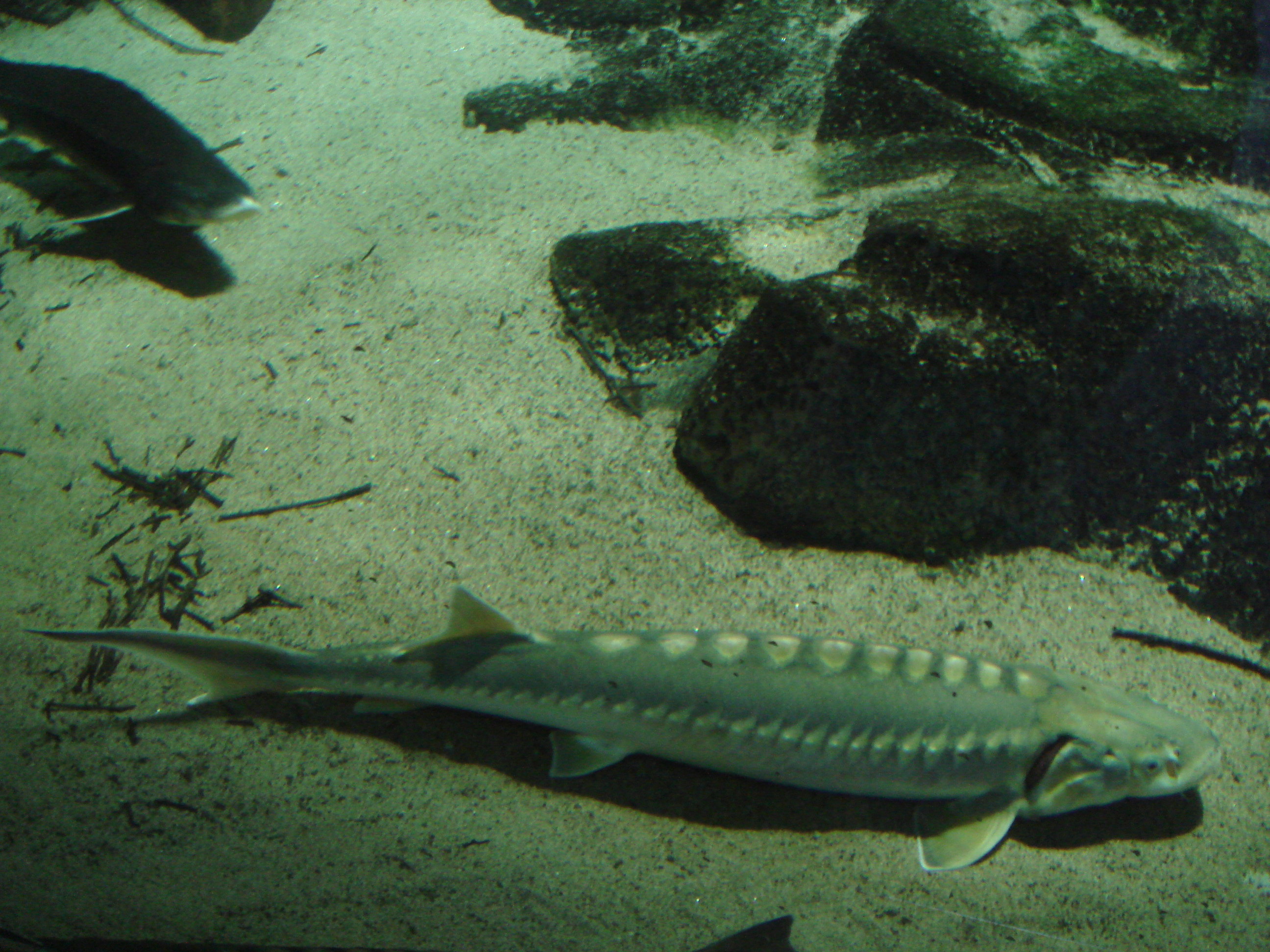
Akváriumban
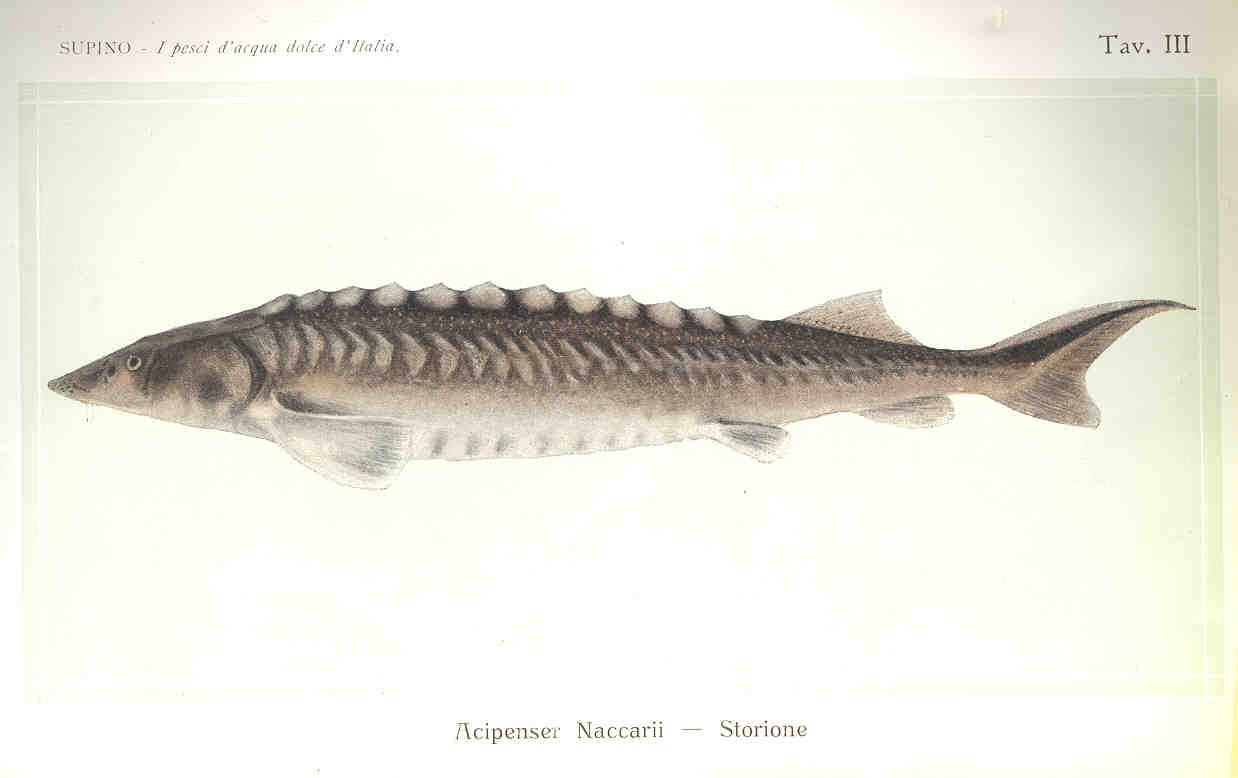
Rajz a halról
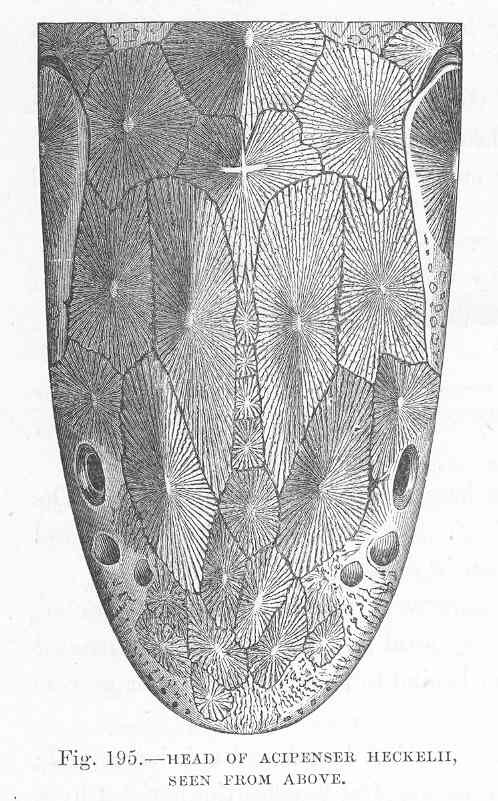
Rajz a fejéről, felülről
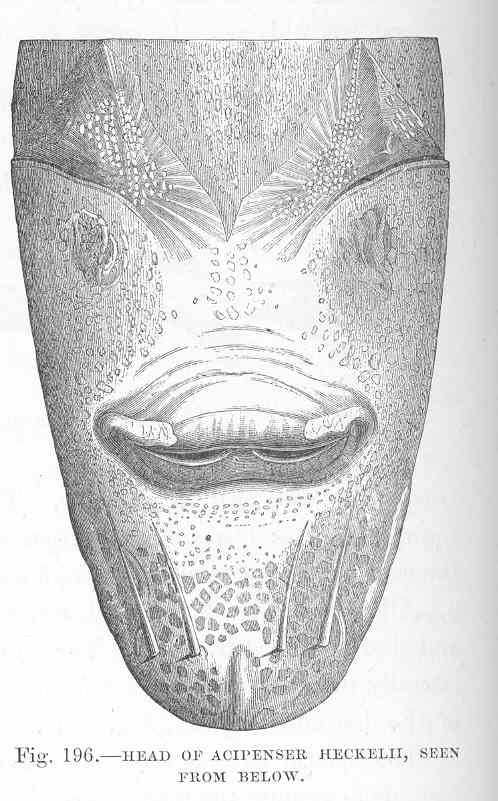
és alulról